# Ruellia japurensis
Ruellia japurensis är en akantusväxtart som beskrevs av Carl Friedrich Philipp von Martius och Christian Gottfried Daniel Nees von Esenbeck. Ruellia japurensis ingår i släktet Ruellia och familjen akantusväxter. Inga underarter finns listade i Catalogue of Life.